# 10번 염색체
10번 염색체(十番染色體, 영어: chromosome 10)는 사람의 23쌍의 염색체 중 하나이다. 사람은 일반적으로 이 염색체를 2개 가지고 있다. 10번 염색체는 약 1억 3,400만 개의 염기쌍(DNA의 구성 요소)으로 구성되어 있으며, 세포 내 전체 DNA의 4.0~4.5%를 차지한다.

## 같이 보기
- 9번 염색체
- 11번 염색체